# NGC 4492
NGC 4492 (другие обозначения — IC 3438, UGC 7656, MCG 1-32-89, ZWG 42.141, VCC 1330, PGC 41383) — спиральная галактика (Sa) в созвездии Девы.
Нейтрального атомарного водорода в галактике не более 6% от ожидаемого количества для её морфологического типа. Распределение излучения нейтрального водорода сильно асимметрично, в частности, максимум излучения наблюдается в 30 секундах дуги от оптического центра галактики.
Этот объект входит в число перечисленных в оригинальной редакции «Нового общего каталога».